# Preautonomía
La preautonomía es un concepto elaborado por la doctrina española para referirse al sistema puente al que se acogieron la mayoría de las regiones con proyectos autonomistas durante la transición, a la espera de que la aprobación de la Constitución de 1978 les permitiese iniciar los trámites para convertirse en comunidad autónoma.
La Constitución, en su Disposición Transitoria Segunda, permite que las regiones dotadas de órganos preautonómicos, y que en el pasado hubiesen aprobado sus propios Estatutos de autonomía, accedan a la autonomía por la denominada «vía rápida», pudiendo alcanzar el techo competencial desde su constitución en autonomía, sin necesidad de esperar los cinco años que exige el apartado segundo del artículo 148. En concreto, a este sistema se acogieron Galicia, País Vasco y Cataluña.
Por su parte, mediante otros procedimientos Navarra y Andalucía también accedieron a la autonomía por la «vía rápida».
La Comunidad Valenciana y Canarias también contaron con un régimen preautonómico y, aunque no pudieron acceder por la «vía rápida» a la autonomía, sendas leyes orgánicas les otorgaron el mismo nivel competencial que a las comunidades de «vía rápida».
- Datos: Q6084126